# Al-Hamadani

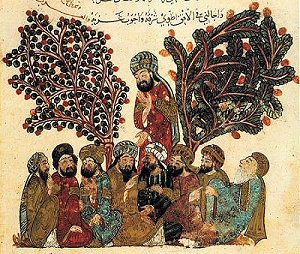
Rycina z Opowieści łotrzykowskich

Badi' Az-Zaman Al-Hamadani (ur. 967, zm. 1008) – arabski pisarz z X wieku. Najbardziej znany jako autor 52 makam, których zbiór był publikowany w Polsce pod tytułem: Opowieści łotrzykowskie.
Urodził się i wykształcił w mieście Hamadan (dzisiejszy Iran). W 989 roku wyjechał do Ar Rajju, na dwór wezyra As-Sahiba Ibn Abbada, który słynął jako opiekun sztuki i nauk. W 990 roku przeniósł się do Gorgan (nad Morzem Kaspijskim), a w 991 roku osiedlił się w mieście Niszapur w państwie Chorasan. Jako osoba wykształcona i posiadająca sławę znakomitego pisarza, Al-Hamadani bez trudu znajdywał mecenasów, co pozwalało mu na dostatnie życie. Opórcz pracy literackiej wiele podróżował po Chorasanie i okolicach. W 995 roku wyjechał do Zarandżu, a potem do Heratu, gdzie pojął za żonę córkę jednego z miejscowych notabli i resztę życia spędził w dobrobycie. Zmarł w 1008 roku.